# Visalia
Visalia ist eine Stadt im Tulare County im US-Bundesstaat Kalifornien mit 141.384 Einwohnern (Stand: Volkszählung 2020). Im zentralen Längstal Kaliforniens, dem San Joaquin Valley, ist es nach Einwohnern die fünftgrößte Stadt. Die Stadt liegt 370 km südöstlich von San Francisco und 310 km nördlich von Los Angeles. Das Stadtgebiet hat eine Größe von 74,0 km² und liegt an der California State Route 99 an der Abzweigung zum Sequoia-Nationalpark. Visalia ist der Sitz von Tulare County.
In Visalia steht einer der größten Skateparks Kaliforniens.
Der kontroverse Spielfilm Ken Park spielt in Visalia.

## Wirtschaft
Der Hauptzweig der Wirtschaft von Visalia ist Landwirtschaft.
Nach dem Visalia Economic Development Corporation, waren 2013 die zehn größten Arbeitgeber der Stadt, absteigend sortiert, Tulare County, Kaweah Delta Medical Center, College of the Sequoias, Family Healthcare Network, the City of Visalia, VF, International Paper, Jostens, Cigna, und Visalia Medical Clinic.

## Geschichte
Als Kalifornien 1850 Bundesstaat wurde, existierte Tulare County noch nicht. Das Gebiet des heutigen Tulare County war Teil von County of Mariposa. 1852 siedelten sich einige Pioniere in dem Gebiet namens Four Creeks. Es wurde nach den vielen von den Sierra Nevada Gebirgen fließenden Bächen und Flüssen benannt.
Die Stadt wurde am 1. November 1852 von Nathaniel Vise im Four Creeks Gebiet mit seinen ausgedehnten Eichenwäldern gegründet. Er benannte seine Neugründung nach seiner eigenen Heimatstadt Visalia in Kentucky.
Es gab einen Goldrausch entlang des Flusses Kern. Der Rausch brachte viele Durchreisende Bergarbeiter mit. 1860 kam der Telegraf an. Die Einwohner der Stadt könnten rechtzeitige Informationen über den Ereignissen an der Ostküste bekommen. Während des Sezessionskrieges gab es einen kleinen Sezessionskrieg an der Hauptstraße von Visalia, danach kehrte das Leben zur Normalität zurück. Die Bundesregierung verbot die Südbefürworter Equal Rights Expositor Zeitung von Visalia und gründete einen Militärstandort. Camp Babbitt wurde 1862 gebaut um Recht und Ordnung aufzuhalten.
1874 wurde Visalia zum Rang von Stadt eingemeindet.

## Söhne und Töchter der Stadt
- Nedi Rivera (* 1946), anglikanische Bischöfin
- Tom Johnston (* 1948), Rocksänger und -gitarrist, The Doobie Brothers
- Robert Betts Laughlin (* 1950), Physiker und Nobelpreisträger
- Cal Dooley (* 1954), Politiker
- Kevin Costner (* 1955), Schauspieler
- Monte Melkonian (1957–1993), armenischer Freischärler
- John Bynum (* 1978), Basketballspieler
- Jade Wilcoxson (* 1978), Radrennfahrerin
- Tyler Zeller (* 1990), Basketballspieler
- Sam Gendel (* 1995), Jazzmusiker und Musikproduzent